# Nyalka
Nyalka is een plaats (község) en gemeente in het Hongaarse comitaat Győr-Moson-Sopron. Nyalka telt 449 inwoners (2001).